# Lafresguimont-Saint-Martin
Lafresguimont-Saint-Martin é uma comuna francesa na região administrativa de Altos da França, no departamento de Somme. Estende-se por uma área de 26,54 km². Em 2010 a comuna tinha 555 habitantes (densidade: 20,9 hab./km²).